# Mananti (Marenti)
Mananti (Marenti) is een bestuurslaag in het regentschap Padang Lawas Utara van de provincie Noord-Sumatra, Indonesië. Mananti (Marenti) telt 110 inwoners (volkstelling 2010).